# 京都府道31号西陣杉坂線
京都府道31号西陣杉坂線（きょうとふどう31ごう にしじんすぎさかせん）は、京都府京都市上京区南上善寺町から同市北区杉阪北尾に至る主要地方道に指定された府道である。

## 概要
市街では千本通、北区鷹峯木ノ畑町（北山通･今宮通との交差点）以北の区間は鷹峯街道（たかがみねかいどう）と呼ばれる。京都市街北部から、丹波国・旧京北町方面への最短ルートであり、国道162号の杉阪口以南の迂回路としての役割も担っている。
路線名の「西陣杉坂線」・河川名の「杉坂川」と、地名の「杉阪」では文字が異なる。

### 路線データ

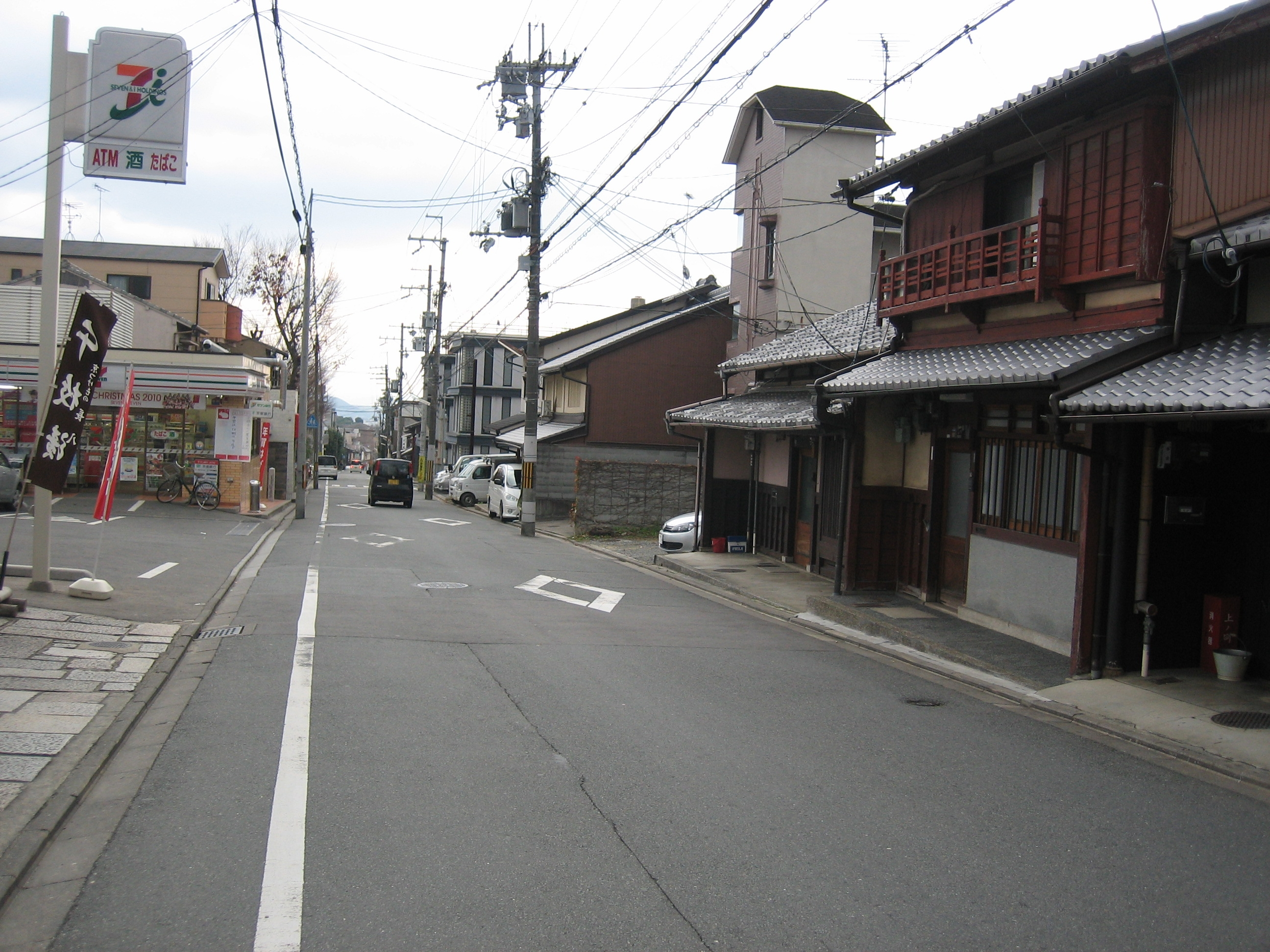
長坂口と呼ばれていた場所周辺

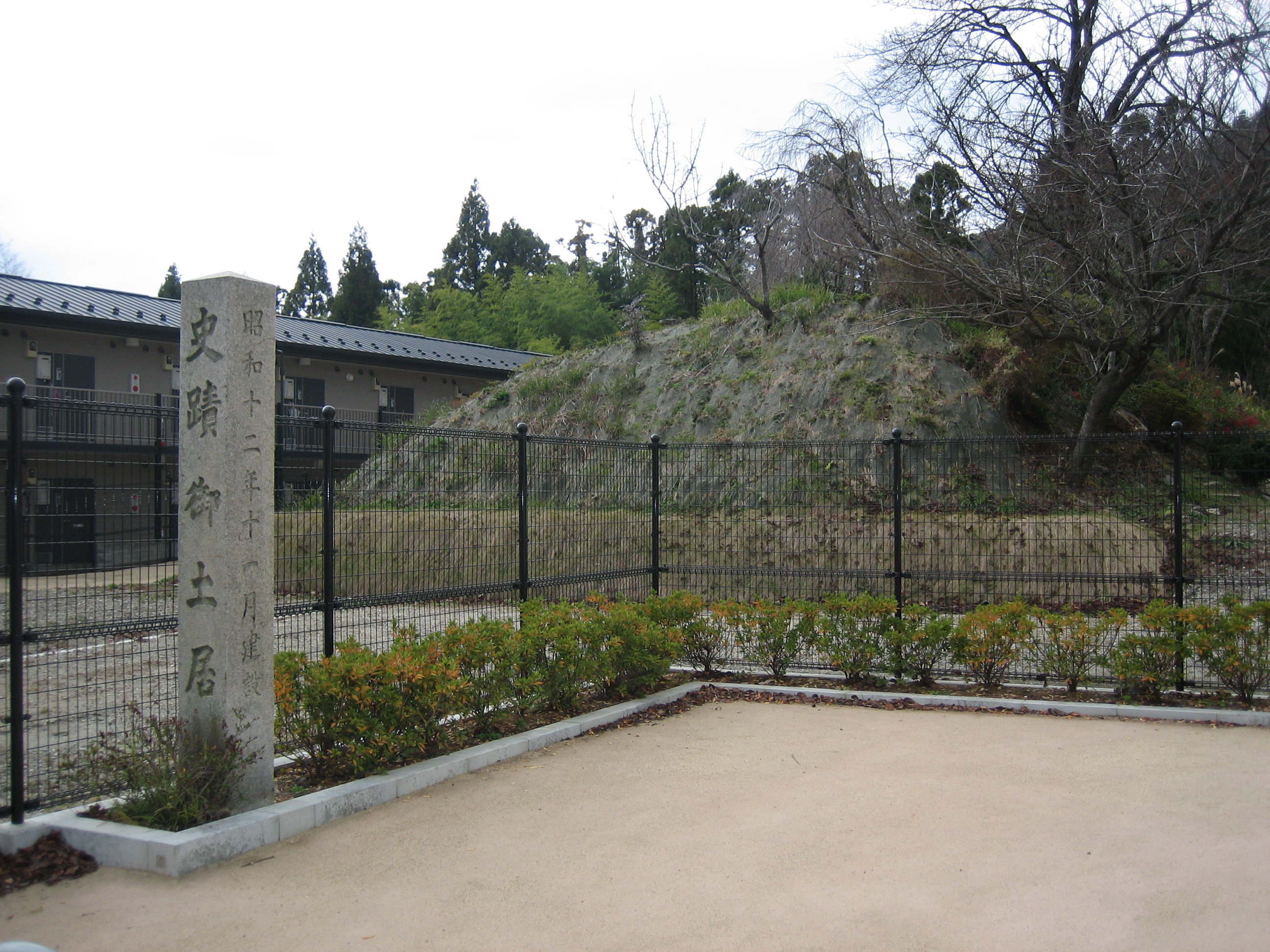
鷹峯地域に残る御土居

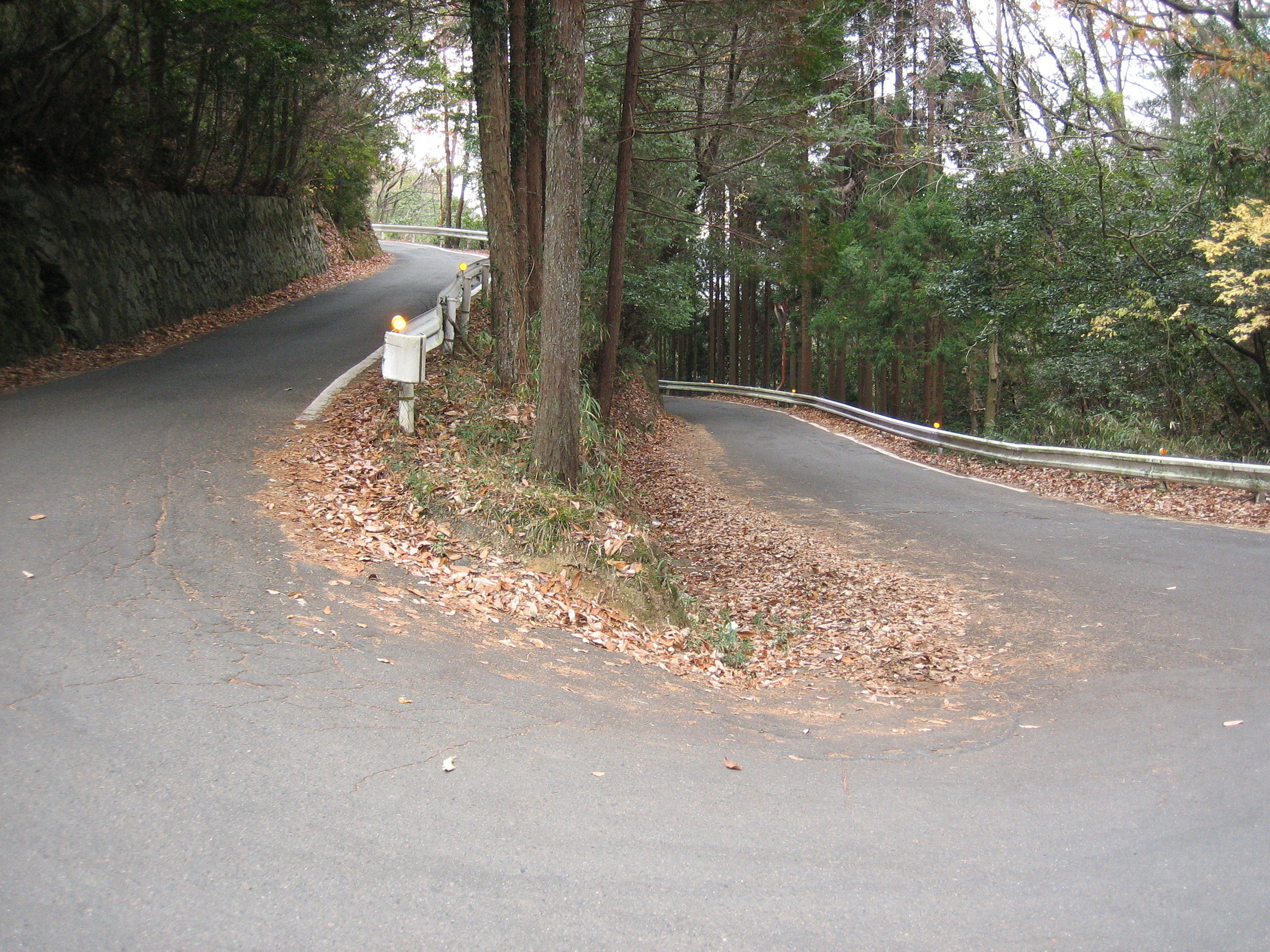
北区大宮釈迦谷から撮影

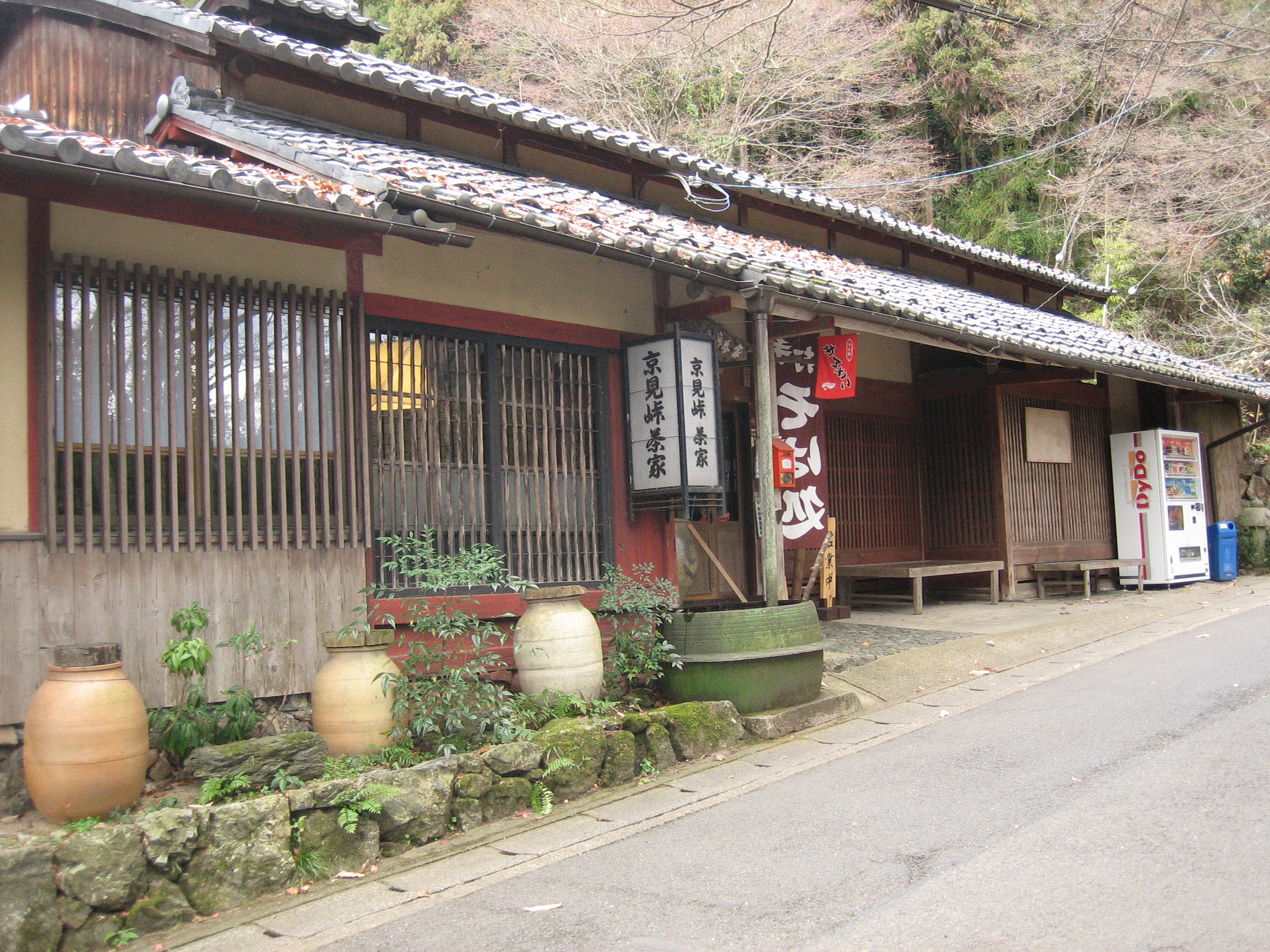
京見峠横「京見峠茶屋」

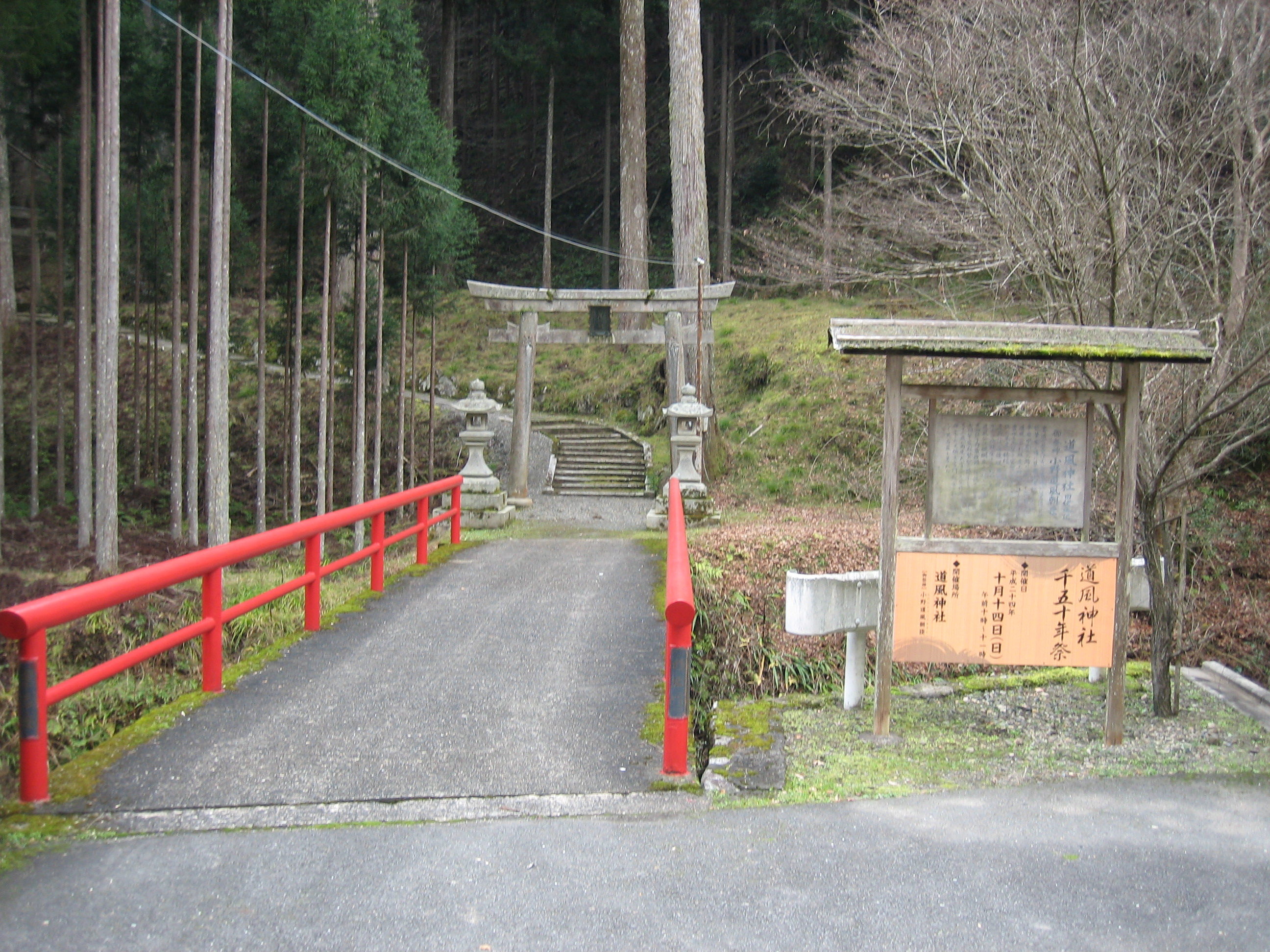
道風神社

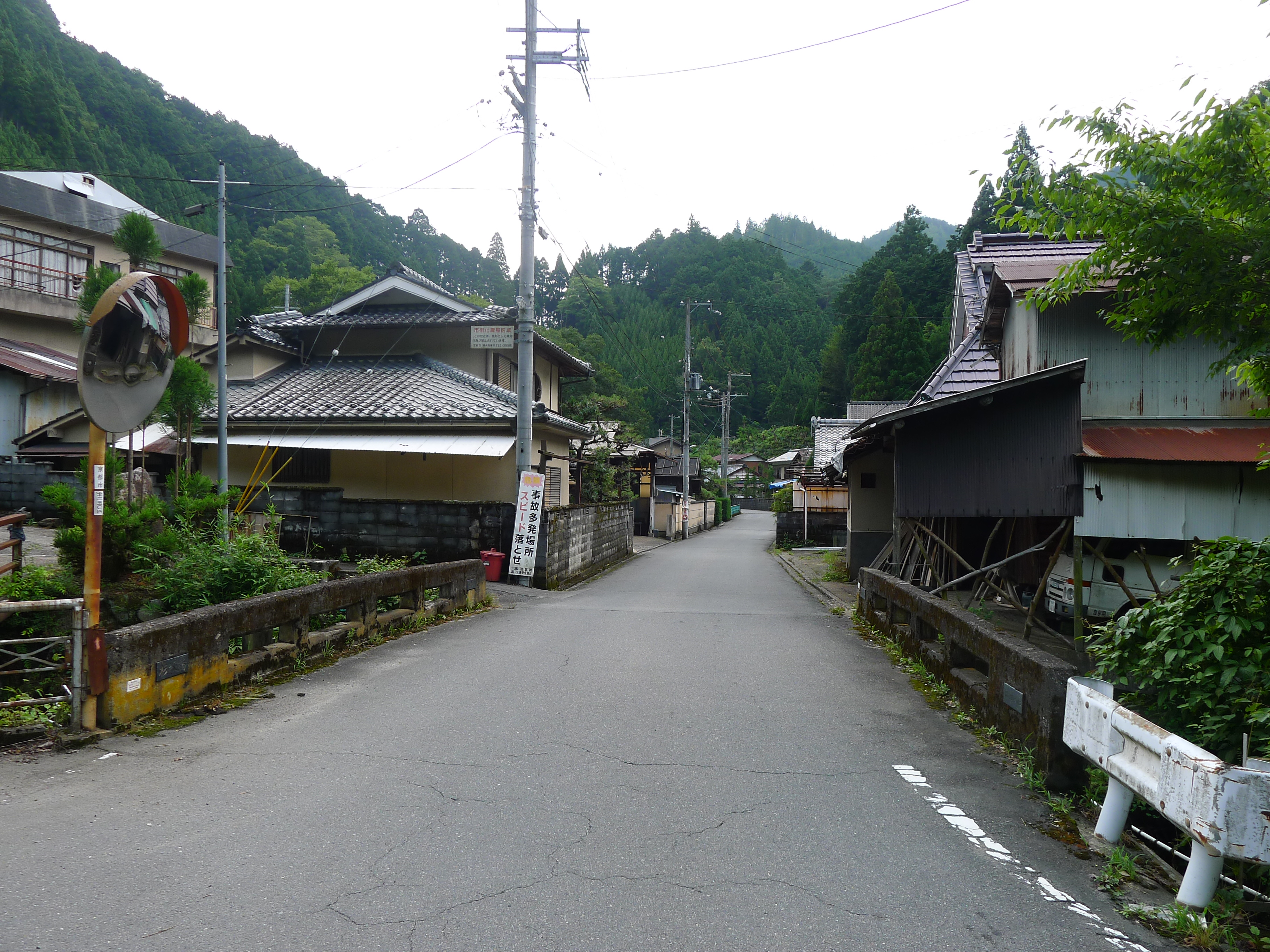
杉阪集落を抜ける府道31号線

- 起点：京都市上京区[1]（南上善寺町・千本今出川交差点＝京都府道101号銀閣寺宇多野線交点[2]）
- 終点：京都市北区[1]（杉阪北尾＝国道162号交点、京都府道107号雲ヶ畑下杉坂線終点[3]）
- 重要な経過地：なし[1]

## 歴史
1895年（明治28年）に、現在の周山街道が開かれるまで、鷹峯千束、長坂越を経て杉阪口を通る古道（長坂道）が、周山や若狭に至る主要ルートであった。鯖街道の一つであり、かつては若狭湾で取れた鯖が天秤棒に担がれ、夜を徹して道を駆け、京都へ届けられていた。また、『太平記』に「道明長坂を経て越前へ落ち行く」と記され、1336年（延元3年）に新田義貞らの軍勢が京へ攻め入ろうとしたとき「その勢三百余騎、白昼に京中を打通って、長坂に打ち上る」とも記されるなど、歴史の舞台にも登場している。杉阪地区では、往来する人々から関所税を徴収する「率分関（そつぶんせき）」が、道路上に設置されていたという。
長坂越については、かねてから古道の勾配が極めて急であった。牛馬車が通れるようにするため、1890年（明治23年）に現在の道路の基盤が造られた。しかし、曲がりくねった坂道であったため、肝心の牛馬車の往来にはあまり活用されなかったという。
現代において本路線は、道路法（昭和27年法律第180号）第7条の規定に基づいた京都府の一般府道として1959年（昭和34年）に京都府が初めて認定した282路線のうちの1つである杉坂西陣線および雲ヶ畑下杉坂線の一部を前身としている。同法第56条の規定に基づき、1982年（昭和57年）の第5次主要地方道指定時に建設省が主要地方道に指定したのを受け、京都府が認定内容を杉坂西陣線に変更する形で現在に至る。

### 年表
- 1959年（昭和34年）12月18日 - 京都府が杉坂西陣線（北区杉坂都町 - 上京区上善寺町）、雲ヶ畑下杉坂線（北区雲ヶ畑中畑町 - 北区下杉坂南谷）として府道路線認定。整理番号はそれぞれ一般地方道5号と一般地方道11号[8][注釈 3]。
- 1982年（昭和57年）4月1日 - 建設省が府道杉坂西陣線、府道雲ケ畑下杉坂線の一部を西陣杉坂線（京都市上京区 - 京都市北区）として主要地方道に指定[9]。
- 1983年（昭和58年）2月1日 - 京都府が府道路線を認定した告示の一部を改正し、同日まで嵐山西院線に割り当てられていた主要地方道31号に西陣杉坂線を充て、一般地方道5号杉坂西陣線を削除する形で主要地方道として発効[1]。

## 路線状況
千本通区間（北区鷹峯木ノ畑町以南）は片側2車線の幹線道路である。以北は車両通行帯のない道路となるが、北区鷹峯北鷹峯町以南は道幅が比較的広いため、離合は容易である。しかし、この先のホテル然林坊から京見峠までの区間、特に大宮釈迦谷地内の山間部分は、連続した急坂、急カーブ、離合困難な狭隘道路が続く。そのため、京北町との合併を機に、バイパス道路の建設を主とした道路整備が進められている。
民家の点在する杉阪集落周辺では、並行する杉坂川が蛇行していることから、これをまたぐ数多くの小橋が架かっている。北尾3号橋以西は整備された片側1車線道路となり、清滝川に架かる中山橋を経て杉阪口で国道162号（周山街道）に合流する。

### 交通量
いずれも12時間交通量
- 京都市北区紫野十二坊町[12]
  - 13,395台（2005年） / 13,000台（2010年） / 11,902台（2020年）
- 京都市北区杉阪北尾下杉阪[13]
  - 659台（2005年） / 680台（2010年） / 541台（2020年）

## 地理
鷹峯街道沿いの、御土居と交差する付近（北区鷹峯旧土井町、上ノ町、藤林町周辺）を、京の七口の一つ長坂口と呼んでいた。

### 通過する自治体
- 京都府
  - 京都市（上京区 - 北区）

### 交差する道路
京都市上京区
- 京都府道101号銀閣寺宇多野線（今出川通）：千本今出川交差点（起点）

京都市北区
- 京都市道181号京都環状線（北大路通）：千本北大路交差点
- 京都府道107号雲ヶ畑下杉坂線：杉阪都町 - 杉阪北尾（終点まで重用）
- 国道162号（周山街道）：杉阪北尾（終点）

### 沿線
京都市上京区
- 西陣郵便局
- 般舟院
- 大報恩寺（千本釈迦堂）
- 引接寺（千本ゑんま堂）

京都市北区
- 上品蓮台寺
- 船岡山・船岡山城
- 京都府立盲学校
- 孤篷庵
- 御土居
- 源光庵
- 京都市立鷹峯小学校
- 光悦寺
- 天神川
- 京見峠（長坂峠）
- 氷室
- 前坂
- 道風神社
- 清滝川